# 25 (số)
25 (hai mươi lăm) là một số tự nhiên liền sau 24 và liền trước 26.
- Bình phương của 25 là 625
- Căn bậc hai của 25 là 5
- Số 25 trong hệ nhị phân là 11001